# SSF Aegir Uerdingen 07
Die Schwimmsportfreunde Aegir Uerdingen 07 (kurz: SSF Aegir Uerdingen 07) ist ein Schwimmverein aus dem Stadtteil Uerdingen in Krefeld. Er wurde am 28. Juni 1907 gegründet. Die Vereinsfarben sind Blau und Weiß.

## Sportarten
Der Verein war in den 2000er Jahren im Leistungssport in den Sportarten Schwimmen und Wasserball aktiv. Stand 2022 ist er im Bereich Freizeit- und Breitensport aktiv.

### Schwimmen
Der Verein hatte eine erfolgreiche Schwimmabteilung. Er war beteiligt an der Startgemeinschaft Krefeld (SG), an der sich zum Beispiel auch der Preussen Krefeld und die Schwimm-Vereinigung Krefeld 1972 beteiligen. In den 2000er-Jahren war die Brustschwimmerin Anne Poleska die bekannteste Sportlerin des Vereins.

### Herren-Wasserball
Der Verein hatte mehrere Wasserballmannschaften und eine langjährige Tradition. Seinen größten Erfolg feierten die Wasserballer im Jahr 1971, in welchem sie Deutscher Vizemeister wurden. Auch später war die erste Mannschaft lange Jahre Mitglied der Deutschen Wasserball-Liga, bis sie nach der Saison 2009/2010 in die 2. Liga West abstieg.

### Damen-Wasserball
In den 2000er-Jahren begann der Verein neben dem Herren- und dem Jugendwasserball sich auch im Damenwasserball zu engagieren. National erfolgreich wurde dieses Engagement jedoch erst mit Bildung einer Startgemeinschaft mit Freie Schwimmer Duisburg, welche ab der Saison 2008/2009 erstmals gebildet wurde. Unter dem offiziellen Namen der Freien Schwimmer wurde diese Startgemeinschaft in der C-Jugend Zweiter bei den Deutschen Meisterschaften. In der Saison 2009/2010 spielten sie unter dem offiziellen Namen SSF-Aegir und wurden mit der B-Jugend bei den Deutschen Meisterschaften Erster. Seit der Saison 2010/2011 spielen sie wieder unter Freie Schwimmer, hier erstmals in der Bundesliga.

### Finanzielle Probleme
In den 2000er-Jahren plagten den Aegir Uerdingen finanzielle Probleme, welche am 22. Mai 2009 in einem Insolvenzantrag endeten. Grund für die finanzielle Schieflage war Missmanagement, der Absprung des Hauptsponsors und eine stetig sinkende Mitgliederzahl, welche innerhalb von 5 Jahren von 2000 auf 1350 (am 22. Mai 2009) zurückging.
Seit 2011 wird nur noch Freizeitsport betrieben, der Leistungssportbereich konnte nicht aufrechterhalten werden.